# Andy Miele
Andy Miele, född 15 april 1988, är en amerikansk professionell ishockeyspelare som spelar för tyska Grizzlys Wolfsburg. Han har tidigare spelat för bland annat Phoenix Coyotes, Malmö Redhawks och HV71.
Miele blev aldrig draftad av något lag.